# Ауровка
Ау́ровка — село в Анучинском районе Приморского края, входит в состав Анучинского сельского поселения.

## География
Расположено в 11 километрах к югу от районного центра Анучино, вверх по реке Муравейка, на её левом берегу.
Расстояние до Владивостока по автодороге — 220 км, до ближайшего города Арсеньев около 36 км.
От Ауровки на восток идёт дорога к селу Гродеково и далее к сёлам Муравейка и Еловка, а на юг — к селу Ясная Поляна.

## Население
| 2001 | 2002 | 2010 |
| ---- | ---- | ---- |
| 85   | ↗101 | ↘62  |

## Улицы
| - ул. Димитрова, - ул. Комарова, | - ул. Кубанская, - ул. Ленинская. |

## Экономика
Жители занимаются сельским хозяйством.